# 手鐘
手鐘（英語：handchime）是用手被敲響的乐器，和手鈴相似。手鐘是與一個外在拍板機制的調整的方形的管，以鋁製成。其編制與手鈴相同，打法亦大同小異，許多手鈴技術也可以在手鐘中使用，例如手持六鈴。手鐘的音色圓潤柔和，除了可單獨演奏外，亦常被加入手鈴的樂曲裡一同演奏，用以豐富手鈴音樂的層次感。手鐘的音域現已發展至六個八度（C2-C8）。

## 用途
手鐘最初希望用作為手鈴新手的過渡性訓練工具，因為他們比手鈴便宜，容易，更輕和更有韌性，使他們容易被學校小組，教會青年唱詩班和老年人的小組採用。而在演奏當中，手鐘可以配合手鈴作為分段演奏或同時演奏。學校音樂教育中也會包含手鐘課程。

## 製造商
- Malmark（Choirchimes）
- Schulmerich （MelodyChimes）
- Suzuki（ToneChimes）
- Yamaha（ToneTrump）

## 参見
- 手鈴